# Самохідна артилерія

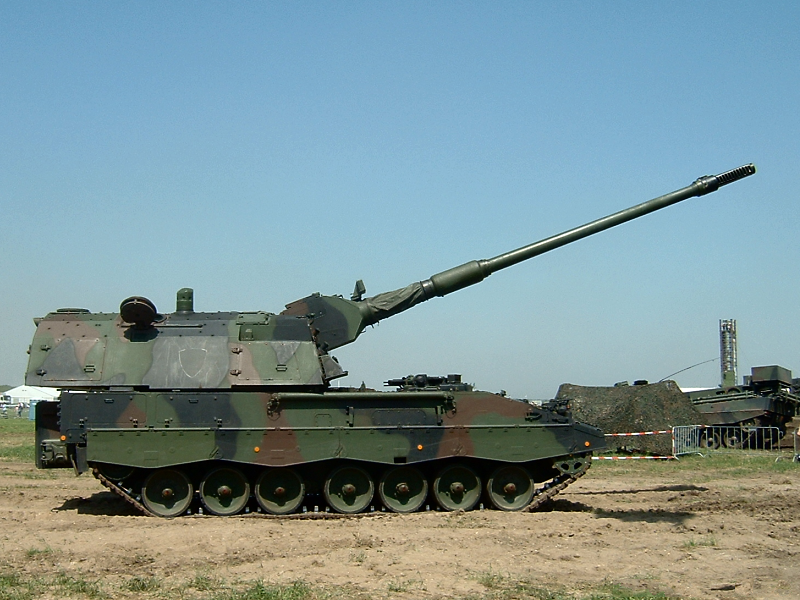
Німецька самохідна гаубиця PzH2000

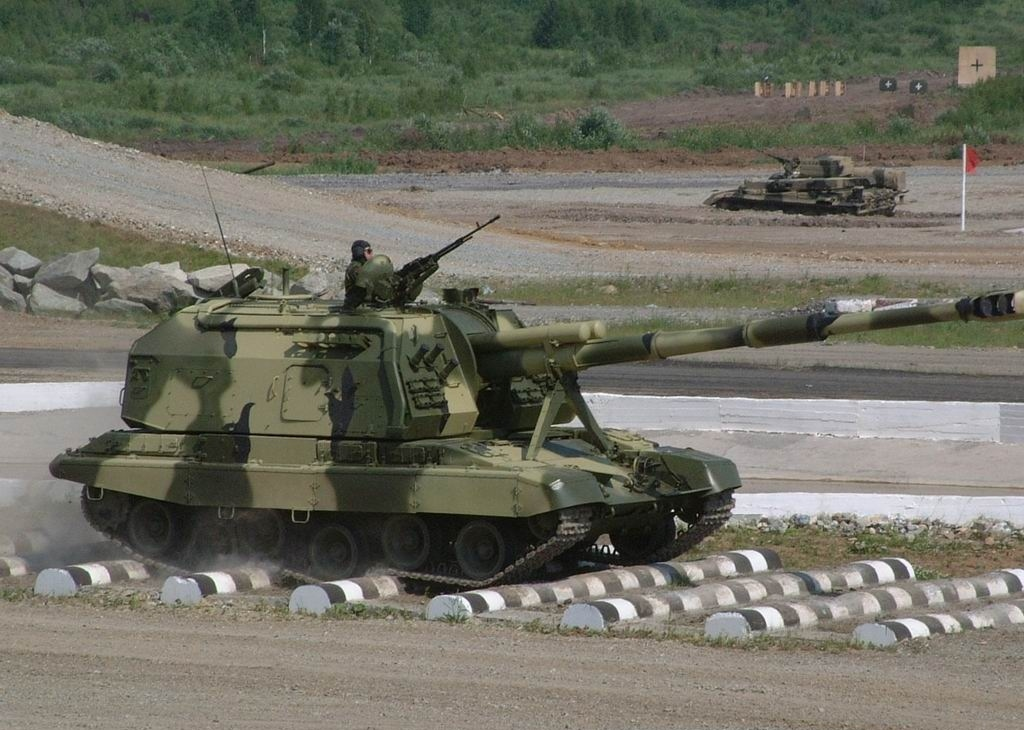
Радянська самохідна артилерійська установка 2С19 «Мста»

Самохі́дна артиле́рія  — вид артилерії, що має на озброєнні артилерійські системи та установки (гармати, гаубиці, міномети, пускові установки реактивної артилерії та ін.) на самохідній базі, тобто, самохідні артилерійські установки (САУ).
Самохідна артилерія входить до складу артилерійських і загальновійськових частин (з'єднань).

## Опис

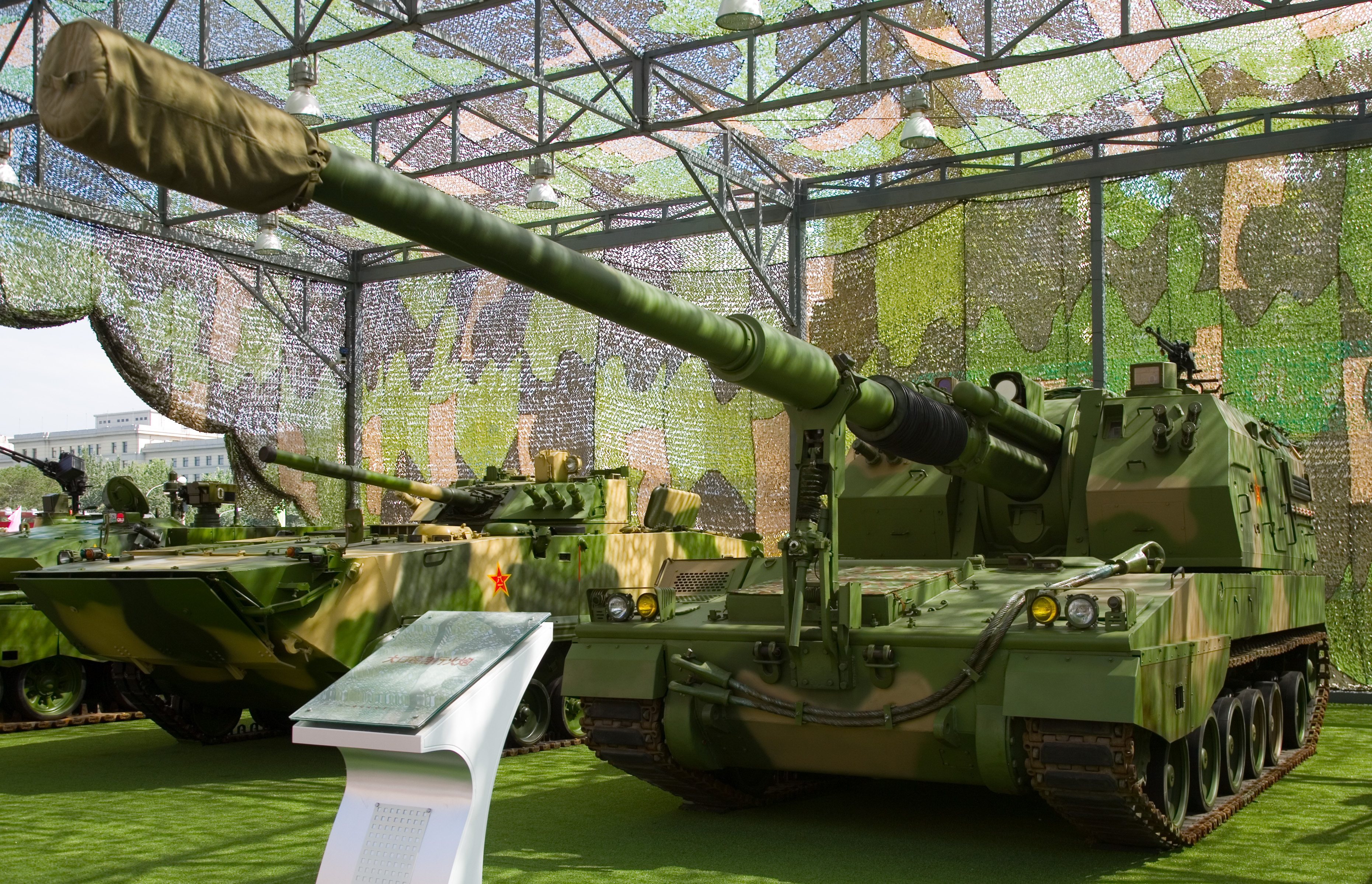
Китайська самохідна гаубиця PLZ-05

У минулому самохідна артилерія включала в себе машини прямого вогню, такі як штурмові гармати та протитанкові гармати (винищувачі танків). Це були одиниці бронетехніки, причому перша забезпечувала вогневу підтримку піхоти, а друга виконувала роль спеціалізованих протитанкових машин.
Сучасні самохідні артилерійські машини часто встановлюють свою головну гармату в башті на гусеничному та колісному шасі, тому вони зовні нагадують танки. Однак вони, як правило, мають легку броню, якої недостатньо, щоб протистояти бою прямою наводкою, проте це захищає їх екіпаж від осколків та стрілецької зброї, і тому зазвичай входять до складу бойових броньованих машин. Багато з них оснащені кулеметами для оборони від ворожої піхоти.
Ключова перевага самохідної артилерії перед буксируваною в тому, що її можна привести в дію набагато швидше. Перш ніж використовувати буксирувану артилерію, її необхідно зупинити, відчепити та встановити. Щоб перемістити позицію, гармату потрібно знову згорнути та переместіти — зазвичай відбуксирувати — на нове місце. Для порівняння, самохідна артилерія може зупинитися в обраному місці і почати стріляти майже відразу, а потім швидко перейти на нову позицію. Ця здатність, швидко переходити на нове місце ураження дуже корисна під час мобільного конфлікту, особливо на випередження.

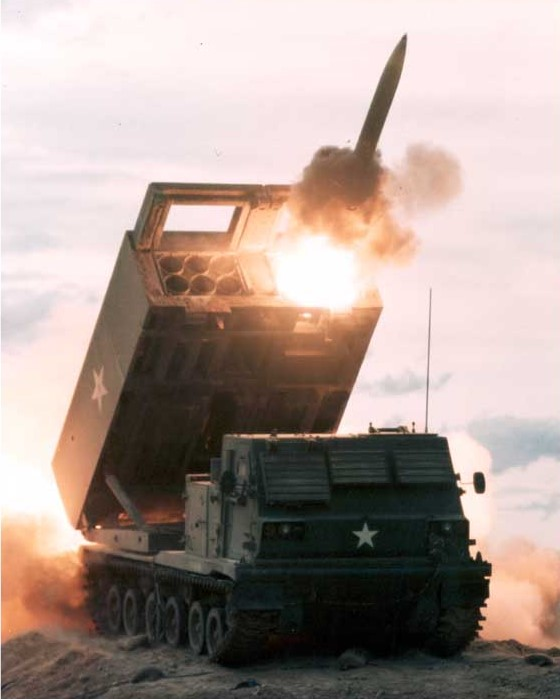
MLRS М270

## Історія

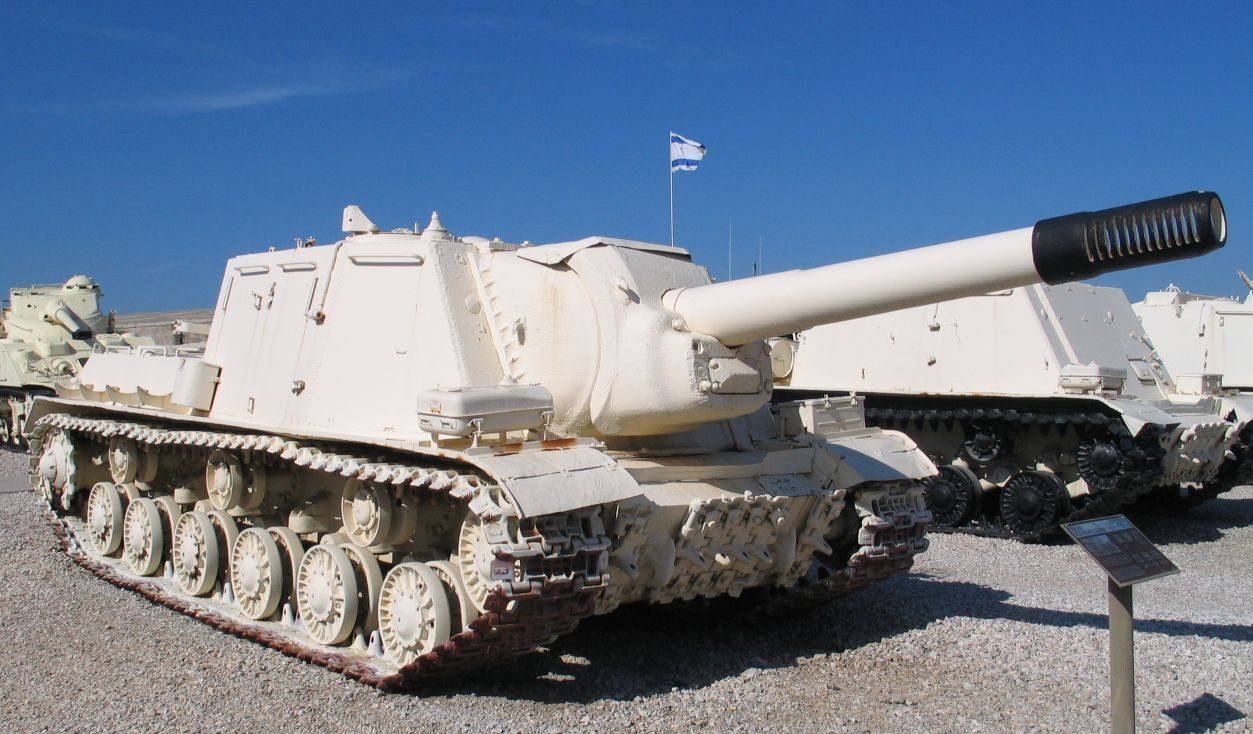
Радянська самохідна артилерійська установка ІСУ-152

Тяжкоброньовані штурмові гармати були розроблені для забезпечення прямої підтримки піхоти перед обороною противника. Незважаючи на те, що вони часто схожі на винищувачі танків, вони мали гармати більшого калібру зі слабкими протиброньовими характеристиками, але здатні стріляти потужними фугасними снарядами. Німецький 105-мм озброєний гаубицями StuH 42 на базі Sturmgeschütz III і величезний 152-мм озброєні радянськими гаубицями ІСУ-152, обидві повністю казематовані за своєю конструкцією, є прикладами цього типу самохідної артилерії.
Усі великі країни розробили самохідну артилерію, яка могла б надавати непряму підтримку, не відстаючи від наступаючих бронетанкових формувань. Зазвичай це були легкоброньовані машини з відкритим корпусом, типовими прикладами є американський M7 Priest, британський Sexton і німецький Wespe і Hummel. Інший маршрут обрав Радянський Союз, який не розробляв спеціалізовану машину непрямого вогню, але, дотримувався традиції буксированої артилерії подвійного призначення. Збудував серію універсальних штурмових гармат з непрямими вогневими можливостями (приклад ІСУ-152). Пов’язаною та новою програмою була розробка радянських самохідних реактивних систем залпового вогню «Катюша», які були неброньованими вантажівками з простою ракетною стійкою на задній частині, дешевою та нищівно ефективною зброєю, за умови, що вимагалося насичення площі, а не точний вогонь. Країни Осі захопили «Катюшу» і зробили свої версії; Німеччина створила 80 міліметрову Raketen-Vielfachwerfer, а Румунія розробила винищувач танків Mareșal, ранній прототип якого мав на озброєнні «Катюша». Зазначена машина також мала версії самохідної гаубиці.

## РСЗВ
Реактивні системи мають більшу дальність і несуть набагато складніші снаряди, ніж гармати, оскільки обмежень на розмір (калібр) менше. РСЗВ можна використовувати для насичення великої території касетними боєприпасами.